# Jean-Marie Saillour
Jean-Marie Saillour est un homme politique français né le 20 novembre 1764 à Morlaix (Finistère) et mort le 4 mars 1835 à Brest (Finistère).

## Biographie
Commis principal à la direction des douanes de Morlaix, puis secrétaire de l'administration centrale et secrétaire de la préfecture du Finistère, il termine sa carrière comme sous-préfet de Châteaulin. Il est député du Finistère de 1805 à 1810.

## Sources
- « Jean-Marie Saillour », dans Adolphe Robert et Gaston Cougny, Dictionnaire des parlementaires français, Edgar Bourloton, 1889-1891 [détail de l’édition]